# Ingelbach
Ingelbach es un municipio situado en el distrito de Altenkirchen, en el estado federado de Renania Palatinado (Alemania). Su población estimada a finales de 2016 era de 528 habitantes.
Se encuentra ubicado al noreste del estado, cerca de la frontera con el estado de Renania del Norte-Westfalia y de la orilla del río Sieg, un afluente por la derecha del Rin.